# どらQ
どらQ（どらきゅう）とは、埼玉県本庄市の本庄菓子商工組合と本庄商工会議所などが2006年頃に埼玉県から「隠れた名産を使って菓子を作れないか」との依頼を受け、開発されたどら焼きの一つである。
厳密には、餡子の中に刻んだキュウリを混ぜ込んだどら焼きの総称である（その他の項で後述）。

## 開発史
2006年に埼玉県からの依頼を受け、同組合に加盟していた約20店がキュウリを使ったまんじゅうや焼き菓子など数種類の菓子作りに参加し、試作を繰り返したが、キュウリ特有の青臭さが残るなど苦戦した末、ほとんどの店が断念。
しかし、4店は諦めず、開発を続け、キュウリ菓子の試食会で、どら焼きに市民らの反応が良好であった為、どら焼き開発にしぼり、4店がそれぞれ商品化を目指した。
約2年間の試行錯誤の末、各店独自のキュウリ入りどら焼き4種が完成した。

## その他
- 商品名は「どらQ」で統一されている（商業戦略上の理由とされる）。
- キュウリを使った菓子と言う事で、河童が描かれている。
- 以下は2010年現在どらQが販売されている店名である。4店とも税込み150円で販売している。
  - 「あさ美製菓舗[2]」、「和菓子いいじま」、「御菓子処こまつ屋[3]」、「秩父家菓子店[4]」

## 備考
- 本庄市のキュウリは、作付面積が約99ヘクタールに上り、深谷市に次ぎ県内2位である。

## 参考誌
- 読売新聞 2010年2月22日月曜日 33面（埼玉版）参考

## 脚注

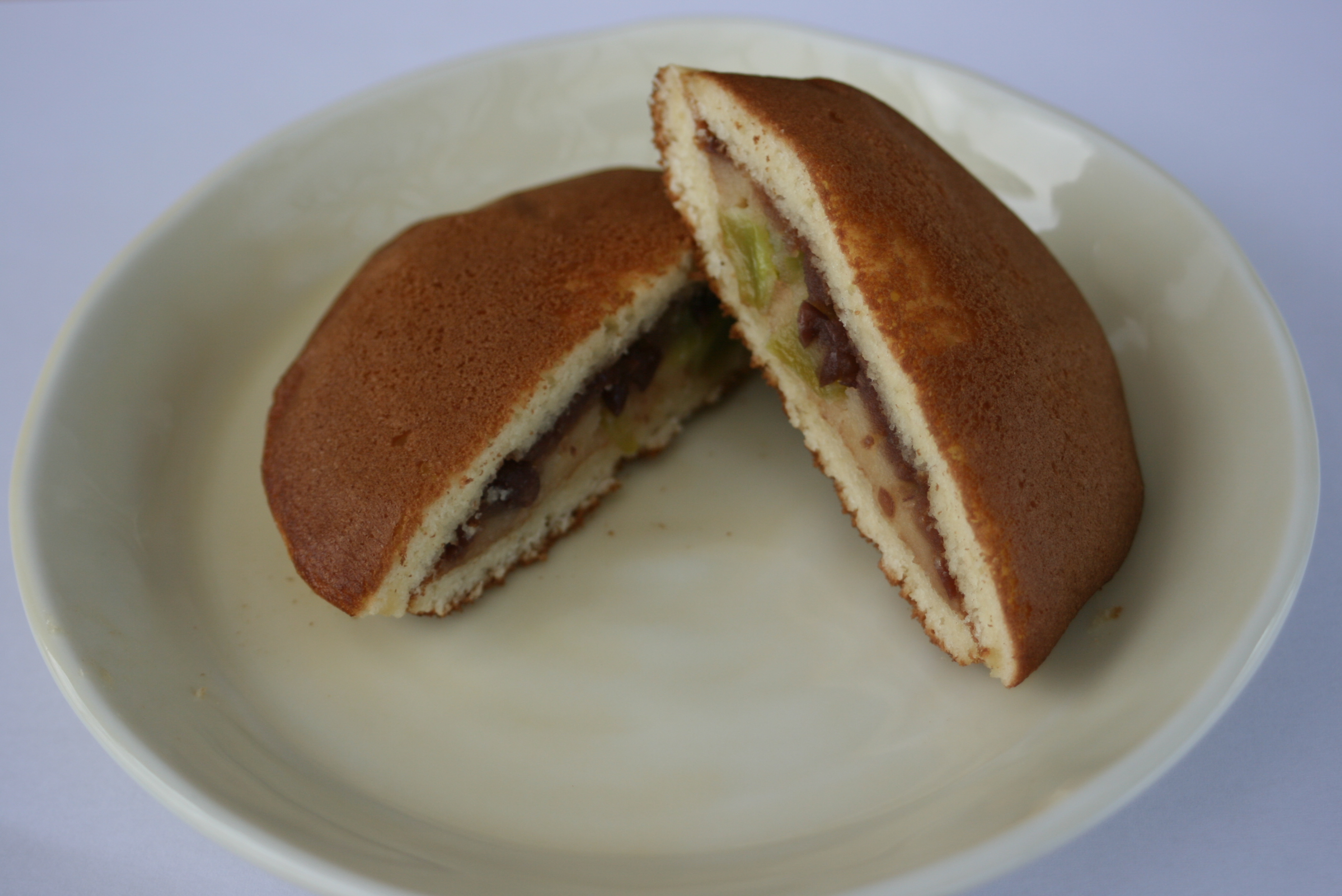
あさ美製菓舗によるメロン餡のどらQ